# Wilfrid Dixon
Wilfrid Joseph Dixon (Portland, 13 dicembre 1915 – 20 settembre 2008) è stato uno statistico statunitense.
È noto per i contributi in statistica non parametrica, correlazione seriale, disegni sperimentali adattivi, statistiche robuste e l'analisi di dati incompleti.

## Carriera accademica
Conseguì nel 1938 il B.A. in matematica presso l'Oregon State College, l'anno dopo, nel 1939, il M.A. in matematica presso la University of Wisconsin e nel 1944, sotto la supervisione di Samuel Stanley Wilks presso la Princeton University consegue il Ph.D.l con la tesi in statistica matematica Further Contributions to the Theory of Serial Correlation.
Dal 1942 al 1943 insegnò all'Università dell'Oklahoma, dal 1946 al 1955 all'Università dell'Oregon e dal 1955 in poi alla Università della California, Los Angeles (University of California at Los Angeles, UCLA), dal 1986 come professore emerito.
Presso la UCLA contribuì alla creazione della Divisione di Biostatistica, organizzò il dipartimento di biomatematica presso la Scuola di Medicina che diresse dal 1967 al 1974.
Dal 1974 al 1980 fece parte del gruppo di lavoro USA-URSS sul computer software fungendo da collegamento con il Laboratorio Kolmogorov presso l'Università di Mosca.
Contribuì allo sviluppo di software, in particolar modo il primo software applicativo generale di statistica (BMD, Biomedical Computer Programs evolutosi in BMDP Statistical Software).
Dixon organizzò la sezione Statistical Computing presso la American Statistical Association (ASA) e l'Istituto Internazionale di Statistica (IIS).
Dal 1979 al 1981 è stato vice presidente della IASC (International Association for Statistical Computing, la sezione dell'IIS), svolgendo di fatto le funzioni di presidente essendo questo, Maurice Kendall, ammalato.
Nel 1992 gli è stato assegnato il Premio Samuel S. Wilks dall'American Statistical Association.

## Vita privata
Dixon si sposò due volte, prima con Eva Milne (figlia del matematico William Edmund Milne, esperto di calcolo numerico) della quale rimase vedovo e poi con Glory, con la quale ebbe due figlie. Due dei 14 nipoti divennero biostatistici.

## Opere
- The statistical sign test, in Journal of the American Statistical Association, 1946, coautore A. M. Mood
- Analysis of extreme values, in Annals of Mathematical Statistics, 1950
- Ratios Involving Extreme Values, in Annals of Mathematical Statistics, 1951
- Introduction to statistical analysis, 1951, coautore Massey, Frank Jones Massey. È considerato il primo testo di statistica per non matematici di un certo rilievo.
- Simplified Statistics for Small Numbers of Observations. in Anal. Chem., 1951, coautore R. B. Dean
- Processing data for outliers, in Biometrika, 1953
- Power functions of the sign test and power efficiency for normal alternatives, in Annals of Mathematical Statistics, 1953
- Power under normality of several nonparametric tests, in Annals of Mathematical Statistics, 1954
- Estimates of the mean and standard deviation of a normal population, in Annals of Mathematical Statistics, 1957
- Simplified estimation from censored normal samples, in Annals of Mathematical Statistics, 1960
- Rejection of observations, in Contributions to Order Statistics (edito da Ahmed E. Sarhan e Bernard G. Greenberg), 1962
- BMD: Biomedical Computer Programs, 1965
- The Choice of Origin and Scale for Graphs, in Journal of the Association for Computing Machinery, 1965, coautore Kronmal
- Approximate behavior of the distribution of Winsorized t., in Technometrics, 1968, coautore John Wilder Tukey
- Assessment of psychiatric outcome. II. Simple Simon analysis., in Journal of psychiatric research, 1972, coautori  P.R.May e  P.Potepan
- Exploring Data Analysis: The Computer Revolution in Statistics, 1974, coautore Wesley Lathrop Nicholson
- The approximate behaviour and performance of the two-sample trimmed t. in Biometrika, 1973, coautore K.K.Yuen
- Robustness in Real Life. A Study of Clinical Laboratory Data, in Biometrics, 1982, coautore M.A. Hill